# Olympische Winterspiele 2018/Teilnehmer (Bermuda)
| Gelbes Symbol für Goldmedaillen mit stilisierten Olympischen Ringen | Graues Symbol für Silbermedaillen mit stilisierten Olympischen Ringen | Braundes Symbol für Bronzemedaillen mit stilisierten Olympischen Ringen |
| ------------------------------------------------------------------- | --------------------------------------------------------------------- | ----------------------------------------------------------------------- |
| —                                                                   | —                                                                     | —                                                                       |

Bermuda nahm an den Olympischen Winterspielen 2018 in Pyeongchang mit einem Athleten im Skilanglauf teil. Tucker Murphy, der bei der Eröffnungsfeier auch als Fahnenträger fungierte, startete im Rennen über 15 Kilometer Freistil.

## Teilnehmer nach Sportarten

### Skilanglauf
| Athleten      | Wettbewerbe    | Zeit        | Rang |
| ------------- | -------------- | ----------- | ---- |
| Männer        |                |             |      |
| Tucker Murphy | 15 km Freistil | 43:05,7 min | 104  |